# Графиня Дракула
«Графиня Дракула» (англ. Countess Dracula) — фильм ужасов студии Хаммер. Действие фильма основано на легендах, окружающих «кровавую графиню» Элизабет Батори, в его основе лежит книга Валентины Пенроуз «Кровавая графиня» (1962). Фильм несколько не типичен для продукции студии, но может рассматривается как связанный с трилогией о Карнстейнах, посредством которых Hammer Film пытались ввести на экран новых персонажей помимо традиционных Дракулы и Франкенштейна.
Фильм был создан Александром Паалом и режиссёром Петером Шашди, венгерскими эмигрантами, работающими в Англии.

## Сюжет
XVII век, Венгрия. Графиня Элизабет Надашди решает, что её молодой облик и сексуальная привлекательность могут быть временно восстановлены, если она искупается в ванне из крови молодых женщин. Она уговаривает своего бывшего возлюбленного и управляющего замком капитана Доби помогать ей в похищении и убийстве местных девочек, одновременно с этим ища сексуальные приключения в обществе лейтенанта Имре Тота. Для сокрытия своих преступлений графиня выдаёт себя за свою юную дочь. Однако в конце концов Доби сообщает молодому человеку тайну Элизабет. Впрочем, графиня даже довольна сложившейся ситуацией — она шантажом заставляет Имре жениться на ней.
Тем временем, в городке нарастает напряжение: сперва в лесу находят труп цыганки, затем при обыске здания находят тела других девушек. Теперь находить девственниц для ритуалов становится всё сложнее и сложнее. Однажды Доби приводит в замок Илону, дочь графини, но её находит старая няня, которая приводит к девушке лейтенанта. Тот, подозревая самое худшее, требует, чтобы юную красавицу вывели из замка во время церемонии бракосочетания. Но девушка, услышав голос священника, прорывается в зал, где проходит обряд. Священник произносит последние требуемые слова, после чего видит, что вместо молодой девушки перед ним стоит старая карга. Однако Элизабет уже готова на всё — в том числе на убийство дочери. Имре пытается защитить девушку, в результате кинжал графини поражает его тело. Элизабет, Доби и Джули приговорены к смертной казни за свои преступления, и в последний раз их показали ожидающими палача в своей камере. В финальной сцене крестьяне проклинают Элизабет как "женщину-дьявола" и "графиню Дракулу".

## В ролях
- Ингрид Питт — графиня Элизабет
- Найджел Грин — капитан Доби
- Шандор Элеш — Имре Тот
- Морис Денхэм — мастер Фабио
- Пэйшенс Колльер — Джули
- Питер Джеффри — капитан Балог
- Лесли-Энн Даун — Илона
- Леон Лиссек — сержант судебных приставов
- Джесси Эванс — Роза
- Андреа Лоренс — Зиза
- Сюзан Бродрик — Тери
- Иэн Триггер — шут
- Найк Арриги — цыганка
- Питер Мей — Янко
- Джон Мур — священник
- Джоан Хейторн — вторая повариха
- Мэриэнн Стоун — кухонная горничная
- Чарльз Фаррелл — продавец
- Сэлли Эдкок — Берта
- Энн Столлибрасс — беременная женщина

## Интересный факт
В 1998 году Ингрит Питт приняла участие в создании альбома Cruelty And The Beast группы Cradle of Filth, где снова исполнила роль графини Елизаветы Батори.